# Piszkos Fred, a kapitány (film)
A Piszkos Fred, a kapitány egy készülő egész estés magyar animációs mozifilm Varsányi Ferenc rendezésében, vezető producerei Takó Sándor és Kollarik Tamás. A film Rejtő Jenő azonos című regényéből készül. Forgatókönyvírói Doron Anita, valamint Varsányi Ferenc és Varsányi Kristóf. Dramaturgjai Kollarik Tamás, Csurgó Csaba, Maruszki Balázs és Benkő Orsolya. Látványtervezői Cserkuti Dávid és Garisa Zsolt rajzolóművészek.

## Alkotógárda
A rendezést és a forgatókönyv egy részét Varsányi Ferenc jegyzi, aki régóta dédelgeti Rejtővel kapcsolatos terveit. Négy évvel ezelőtt már munkára kész volt a Piszkos Fred közbelép-adaptációval, de a 2018-ra ígért változat végül nem készült el. 
A film vezető producerei Takó Sándor és Kollarik Tamás.
A film társ-forgatókönyvírója a magyar–kanadai származású Doron Anita, akine a Piszkos Fred, a kapitány az első magyar nagyjátékfilmje.
A film látványterveit Cserkuti Dávid és Garisa H. Zsolt készítik. Garisa H. Zsolt retusálta és egészítette ki Korcsmáros Pál Fülesben megjelent képregénysorozatának klasszikus Rejtő-figuráit, az animációs film figurái azonban konceptuálisan eltérnek Korcsmáros Pál rajzaitól, Rejtő írásai alapján jelenítik meg a figurákat. 

## Színészek
A szereplők hangját Reviczky Gábor, Fehér Tibor, ifjabb Vidnyánszky Attila, Kerekes Vica, Csőre Gábor, Kálloy-Molnár Péter, Szervét Tibor, Für Anikó, Epres Attila és Galambos Péter kölcsönzik majd.